# Horváth család (gherémi)
A gherémi Horváth család egy XVI. századi eredetű magyar nemesi család.

## Története
Miksa császár és király 1572. június 28-án adományozott nemesi címerlevelet Horváth Jánosnak és Lászlónak. Ezt a nemesítést Sáros vármegye már 1574-ben ki is hirdette. Hamarosan már Turóc, Szabolcs, Zemplén és Borsod vármegyékbe is átszármaztak. Szabolcsban 1771. augusztus 12-én nemesi bizonyítványt állítottak ki a család részére. A XX. században már Gömör vármegyében is megtelepedtek. A családtagok közül megemlítendő Antal, aki miskolci ügyvéd volt, és Béla, aki Endrődön tevékenykedett orvosként.